# Rue des Quatre-Vents
Pour les articles homonymes, voir Quatre vents.
La rue des Quatre-Vents est une voie située dans le quartier de l'Odéon dans le 6e arrondissement de Paris.

## Situation et accès
La rue des Quatre-Vents est desservie à proximité par les lignes 4 et 10 à la station Odéon.

## Origine du nom
Elle doit son nom à une enseigne Aux Quatre Vents, représentée par des têtes d'amours joufflues et ailées, soufflant à l'est, à l'ouest, au nord et au sud.

## Historique
Cette rue qui existait au commencement du XVe siècle s'est appelée « chemin du Petit-Huys-de-la-Foire », puis « rue descendant à la Foire », parce qu'elle conduisait à la foire Saint-Germain ; elle devint ensuite la « rue Combault » en l'honneur de Pierre Combault, chanoine de Romorantin qui y habitait.
Cette rue a porté en 1501 le nom de « voie de la Halle » ; « chemin de la Voirie » (1502) ; « ruelle de la Voirie-de-la-Boucherie » (1509) ; « rue Neuve-de-la-Foire » (1510) ; « rue de la Foire » (1604) ; « rue du Brave » (1617) ; « rue du Petit-Brave » (1626) en raison d'une enseigne de ce nom avant de prendre son nom définitif à la fin du XVIIe siècle.
Elle est citée sous le nom de « rue des Quatre ventz » dans un manuscrit de 1636.

## Bâtiments remarquables et lieux de mémoire
- No 3 : Léa, une maison de tolérance, proposait ses services.